# Волохов Олексій Сергійович
Олексій Сергійович Волохов (нар. 29 травня 1989, Світловодськ) — науковець, український адвокат, підприємець, з 2015 року партнер адвокатського об'єднання «SLA Attorneys» та керуючий партнер адвокатського об'єднання «V&D Attorneys». Відомий участю в кримінальних справах йорданського бізнесмена, екс-власника готелів Русь, Либідь та Метроград  Бані-Насера Абдулли, екс-депутата та голови правління НАК Украгролізинг Василя та Миколи Шпаків, Голови Коростенської райради Василя Клименка, ТОВ Інтерлізінвест та інших.

## Біографія
Народився 29 травня 1989 року в м. Світловодськ. Закінчив спеціалізовану школу 3 у місті Світловодськ з поглибленим вивченням англійської мови, яку закінчив із золотою медаллю 
У 2012 році отримав диплом магістра міжнародного права Інституту міжнародних відносин Київського національного університету імені Тараса Шевченка за спеціальністю «Міжнародні відносини».
8 червня 2013 року під науковим керівництвом Сімутіної Яни Володимирівни — провідного наукового співробітника Інституту держави і права імені В. М. Корецького НАН України, доктора юридичних наук, захистив дисертацію під назвою «Міжнародні правові акти як джерела трудового права України» і здобув науковий ступінь доктора філософії в Інституті держави і права ім. В. М. Корецького НАН України за спеціальністю Трудове право; право соціального забезпечення .
2015—2017 заочно навчався в Київському національному економічному університеті ім. Вадима Гетьмана за спеціальністю «Економіка підприємства» та отримав диплом спеціаліста .
У 2023 році розпочав навчання на докторантурі Інституту держави і права ім. В.М. Корецького НАН України у відділі теорії держави і права Інституту держави і права імені В. М. Корецького Національної академії наук України 

## Професійна діяльність
Трудову діяльність розпочав під час навчання у ВНЗ. 2010—2012 р. працював на посаді юристконсульта JSC «Specvneshkopmlekt». 
2012—2014 р. працював на посаді спеціаліста відділу проблем правового забезпечення Рахункової палати. Отримав 7й ранг державного службовця.
8 жовтня 2015 року отримав Свідоцтво про право на зайняття адвокатською діяльністю.
У 2014 році спільно з колегами заснував юридичну фірму "Семпер Лігал Есістенс", в результаті злиття якої з адвокатським об'єднанням "Lloyds assistance" було утворено 10 жовтня 2015 року нове адвокатське об'єднання SLA Attorneys .

## Громадська діяльність
За час своєї професійної діяльності набув членства в таких організаціях:
- Міжнародної асоціації Адвокатів;
- Асоціації адвокатів України

## Наукова діяльність
Волохов Олексій є автором значної кількості статей в юридичних виданнях таких як: "Юридическая практика“, "Юрист та Закон“, "Ліга Закон" та є активним учасником міжнародних науково-практичних конференцій та має активні цитування в Google Scholar
З 2024 року є членом Центру Українсько-європейського наукового співробітництва (Свідоцтво 1241640).

## Політична діяльність
- Кандидат в народні депутати України на позачергових парламентських виборах в одномандатному виборчому окрузі № 102, проведених 21 липня 2019 року[8];